# Пантелей Константинов (просветен деец)
 Тази статия е за общественика от Струмица.  За революционера от Велес вижте Панчо Константинов.  
Пантелей (Панталей, Панто, Пандо) Константинов или Попконстантинов (изписване до 1945 година: Пантелей попъ Константиновъ) е български общественик, историк и писател от Македония.

## Биография
Пантелей Константинов е роден на 23 януари 1870 година в македонския град Струмица, тогава в Османската империя. През 1891 година завършва с шестия випуск основния курс на Солунската българска мъжка гимназия, след което с държавна стипендия продължава образованието си във Висшето училище в София, където през 1895 година с петия випуск завършва история.
Активен е сред македонската емиграция в България. Членува в Струмишкото братство в столицата. На общото събрание на братството, проведено на 14 март 1926 година, избран е в новото настоятелство и заедно със Спас Йовев съставлява контролната комисия.
През 1933 година издава книгата „Свободата и тиранията в Македония“.